# Szigetköz
A Szigetköz (németül: Kleine Schüttinsel, szlovákul: Malý Žitný ostrov) a Győri-medence Duna (Öreg-Duna, Nagy Duna) és a Mosoni-Duna  által határolt kistája. Magyarország  legnagyobb szigete, melynek területe: 375 km2. Hossza 52,5 km, szélessége átlagosan 6–8 km. A lejtési viszonyok alapján két részre: a Felső- és Alsó-Szigetközre osztható fel. Tengerszint feletti magassága 110 m-től 125 m-ig változik.

## Keletkezése

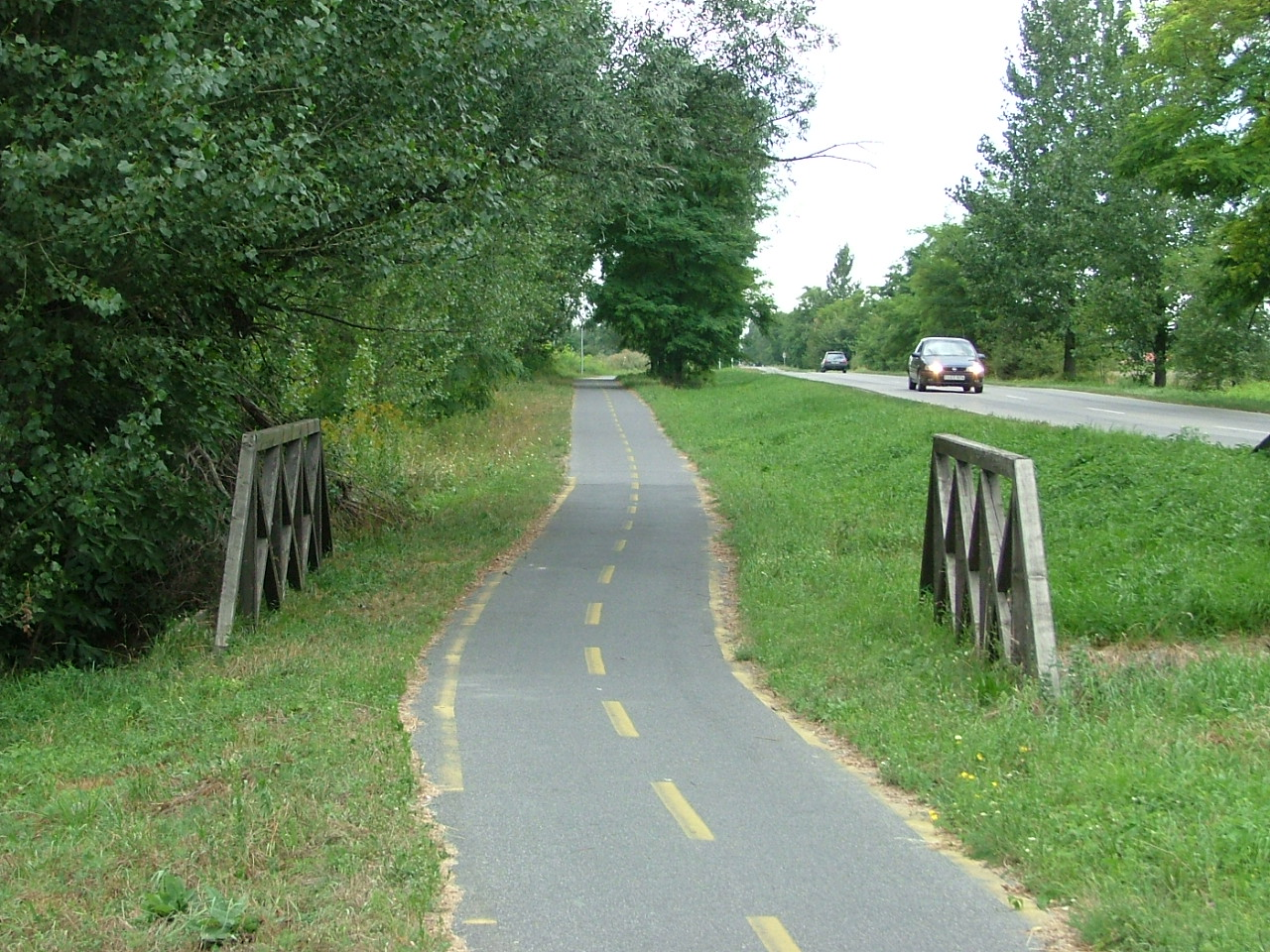
A szigetközi kerékpárút

A Szigetköz kialakulása a földtörténeti múltban 2,5-3 millió évvel ezelőtt a harmadkor (tercier) és a negyedkor (quartier) határán kezdődött. Ekkor ömlött le a Pannon-tenger elhagyatott medencéjébe az Ős-Duna roppant vízmennyisége. A síkságon szétterülő víz nem tudta hordalékát tovább görgetni és nagy részét lerakva szigeteket, zátonyokat épített. Közöttük sok ágra szétválva folyt tovább. Évezredekkel ezelőtt ezen a területen beltenger vize hullámzott. A geológiai körülmények folytán a víz (a Duna) megtalálta mai útját, illetve folytatódott a sík terület feltöltődése. A folyó nagy esésű része a hegyvidékről (Alpokból) itt a síkságra (Pannónia) került. A folyás lelassult, s ezzel a hordalékmozgató képessége is lecsökkent. Lerakta hegyvidékről görgetett kavicsot, amely több száz méter vastaggá vált. Ezen a hordalékkúpon szanaszét ágazó mederrendszer vonalai alakultak ki. A XIX. századi folyamszabályozás után ennek a csodálatos világnak egy része megmaradt. Ma is fészkelő helye a költöző madaraknak, rejtekhelye az állatoknak, mint például a szarvas.
A Szigetköz vízjárta vidéke limesként védte Pannóniát a Római Birodalom északi határaként. A népvándorlás hullámai is a terület peremvidékét érték, nem merészkedtek be az ingoványos mocsarak közé. A Szigetköz első állandó lakói a magyarok voltak. Lakossága ma is magyar, bár található itt besenyő, kun, török, itt-ott szláv családnév is. A folyam elképzelhetetlen ereje félelmetes pusztítást, de egyben építést is végzett az idők folyamán. Ez a területátalakítás a települések beépítési módját is befolyásolta. Így a kialakuló magaslatokon települtek le az emberek. A házak a hordalékdombok tetejére épültek, míg a kertek a dombok alja felé lejtettek.
A történelem folyamán nagy árvizes évek a következők voltak: 1242, 1426, 1760, 1809, 1845, 1850, 1862, 1883, 1954, 2002 és az eddigi utolsó 2013-ban.
Az utolsó szigetközi árvizet a még élő idősebb nemzedék nem felejti el. Ekkor az ár Ásványrárónál a Nagy Duna árvízi gátját a víz átszakította és a Szigetköz nagyobb része víz alá került. A Győr-Révfalut védő körtöltés is átszakadt és elöntötte Révfalut. Azóta megerősítették a gátakat. Állami támogatással, társadalmi összefogással eltüntették a pusztító árvíz nyomait. A Szigetköz újjáépült.
A települések keletkezésének is van történelme. A szolgalegények tavasszal kihajtották a szigetekre a gazdák teheneit, s egyik szigetről a másikra úsztatva, kint legeltették a csordát késő őszig. Sokszor télen is kint voltak a rideg tartású állatokkal. A pásztornép magának való volt. A család többi része (asszonyok, gyerekek) a magasabb szigeteken lakott. Ladikon mentek ki a pásztorhoz, aki a természeti elemek elleni védekezésül paticskunyhót épített magának. Ha gazdalányt vettek el (ez többször megesett), akkor valamelyik szigeten építettek maguknak házat. Ebből később tanyaszerű település fejlődött ki.
Az 1920-ban meghúzott országhatár a Nagy-Duna lett, és a csallóközi községek Szigetközbe eső határrészeit elszakította azoktól. Emiatt 1921-ben ezen a Magyarországon maradt területen három új község alakult: Vajka és Süly határából Cikolasziget, Keszölcés határából Sérfenyősziget, Doborgaz határából pedig Doborgazsziget.
Doborgazszigetet 1937-ben Sérfenyőszigethez csatolták, amely 1969-ben egyesült Cikolaszigettel Dunasziget néven.

## A Szigetköz flórája és faunája

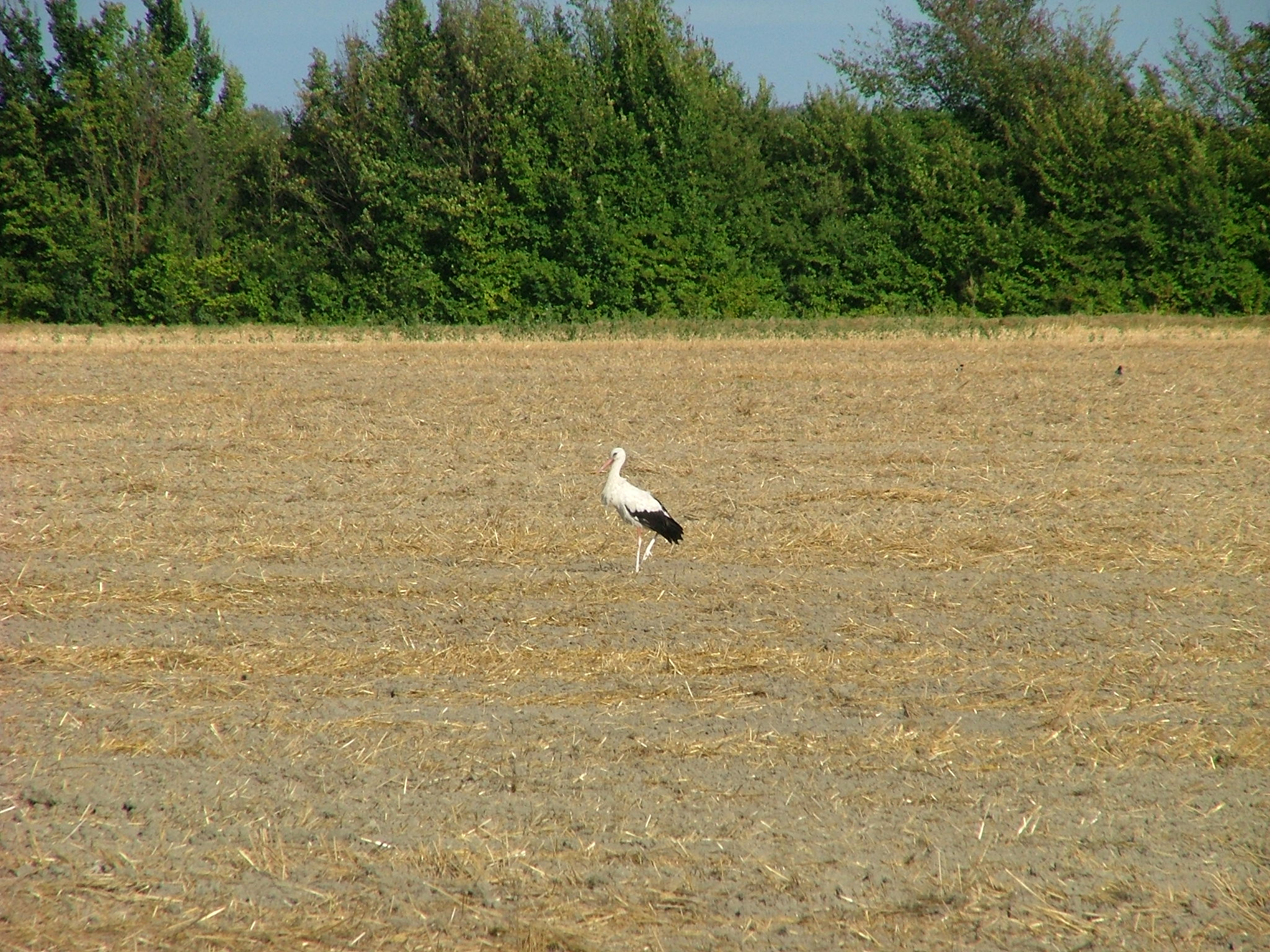
Őshonos a gólya

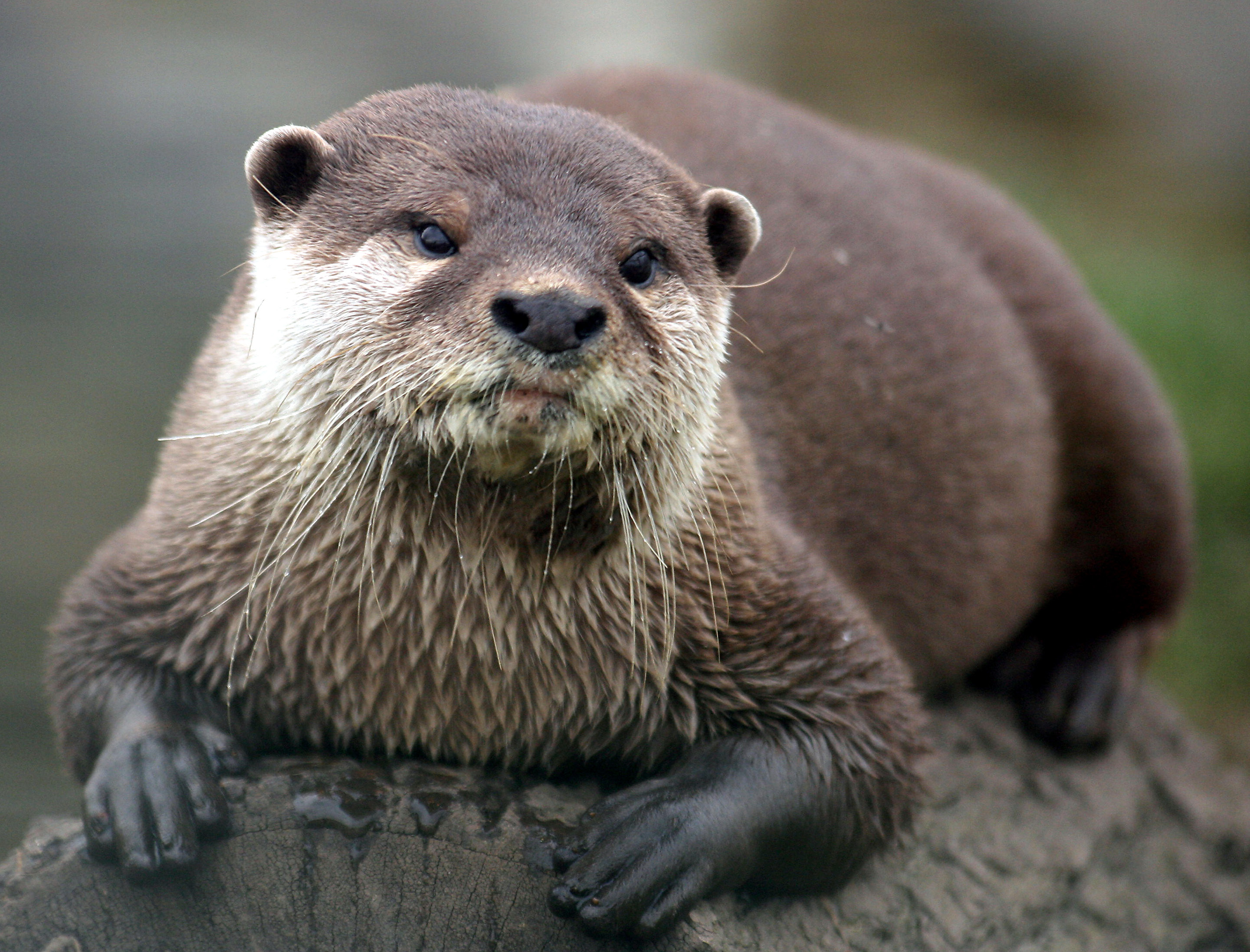
Vidra

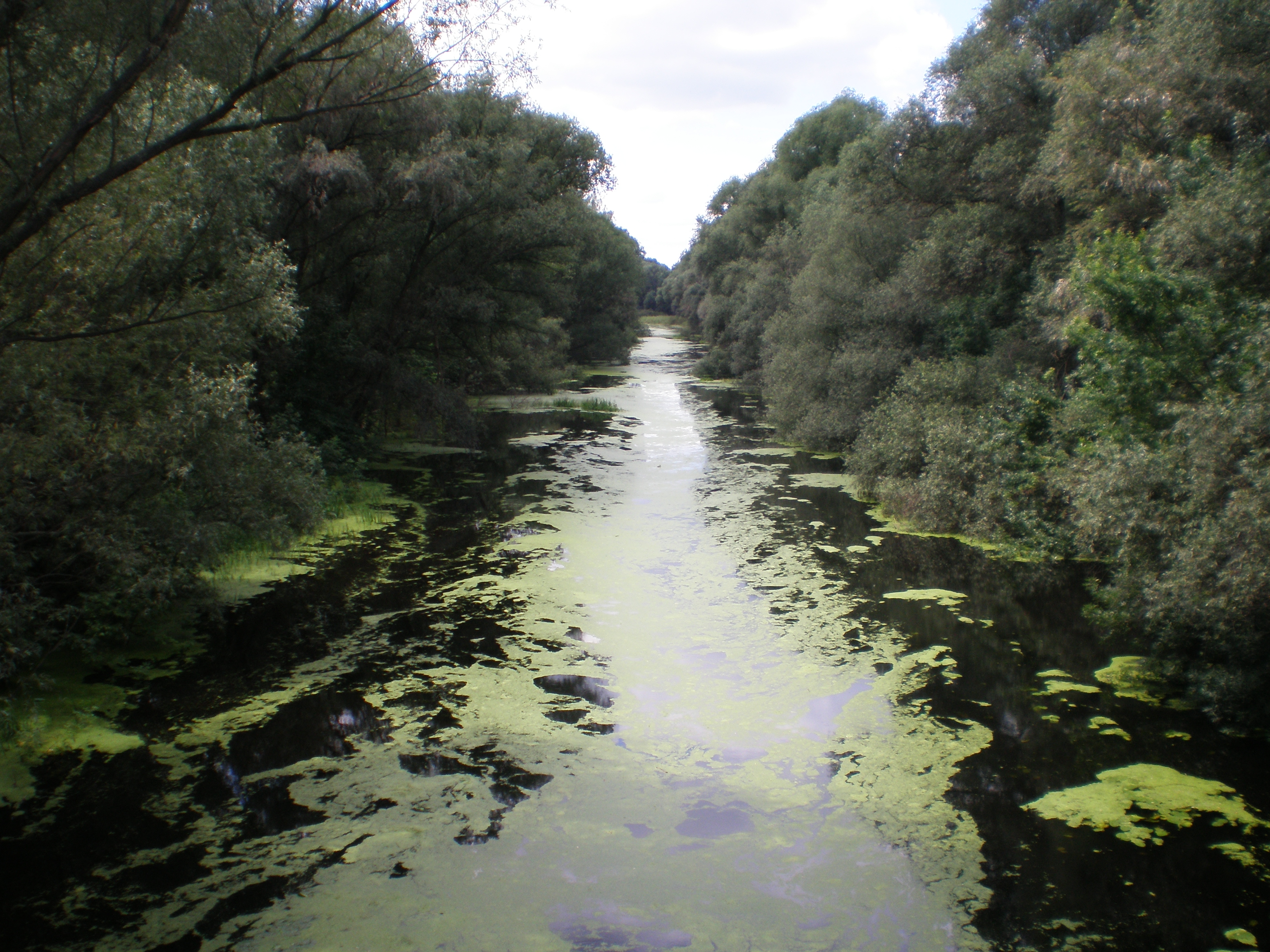
Holtág a Szigetközben

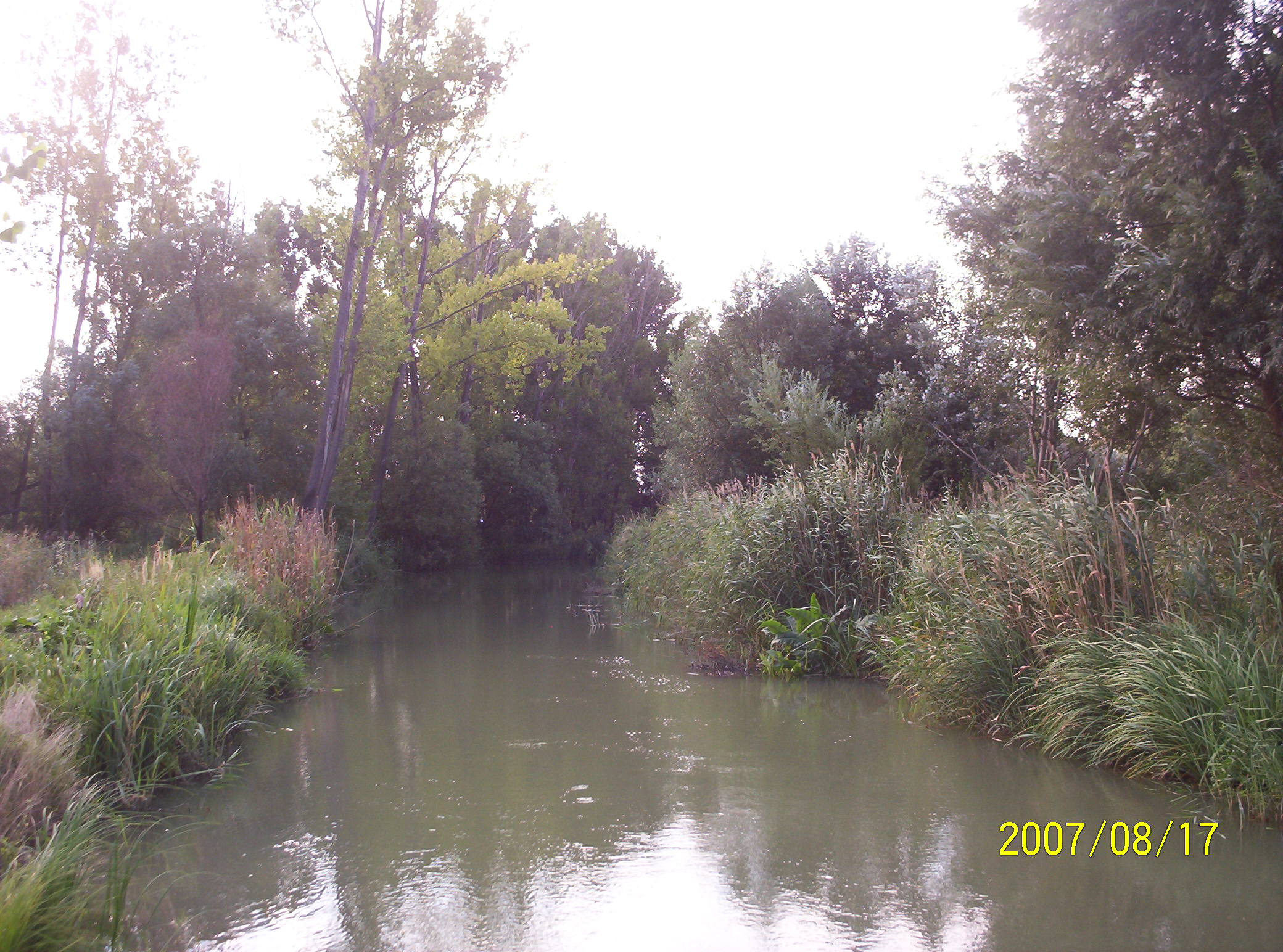
Ártéri füzes

A Szigetköz közel 400 km2-es területe kiemelkedő jelentőségű nedves élőhely, amelyen az egyedülálló geomorfológiai, klimatikus, talajtani és nem utolsósorban vízháztartási adottságok következtében különösen változatos élőhelyek alakultak ki, lehetőséget teremtve gazdag és sokszínű élővilág megtelepedéséhez. Ezen az ország területének alig 0,4%-át kitevő területen például megtalálható a teljes hazai edényes flóra 47%-a, a hazai halfajok 80%-a. A Szigetköz otthont ad számos különösen ritka növény- és állatfajnak, amelyek hazánkban máshol nem fordulnak elő.

### Fauna
A Szigetköz a Duna halbölcsője volt a Bős (Gabčíkovo) vízlépcső megépítéséig és a víz 1992 októberi eltereléséig. 65 halfaj fordult itt elő, ez a hazai fajok 80%-a. Megtalálható itt, az eredetileg tiszta hegyi patakokban élő sebes pisztráng (Salmo trutta fario), éppúgy, mint a mocsarak, lápok védett fajai: a réti csík (Misgurnus fossilis), vagy a lápi póc (Umbra krameri). Még néhány a védettek közül: magyar bucó (Aspro singel), botos kölönte (Cottus gobio) selymes durbincs (Gymnocephalus schraetzer).
A kétéltűek csaknem valamennyi faja megtalálható a Szigetközben. Közülük gyakori a  kecskebéka (Rana esculenta), a vöröshasú unka (Bombina bombina), és a mocsári béka (Rana arvalis). A hüllők kisebb számban élnek a vízjárta területeken, de jellegzetes fajuk, a vízisikló (Natrix natrix) itt is gyakori.
A védett lepkék közül a mocsarakra jellemzők: a mocsári bíbormoly (Ostrinia palustralis), a zanót- és vérfű boglárka (Macolinea nausithous, M. teleius), a fűz-nyár-ligeterdőkre jellemzők a kis színjátszólepke (Apatura ilia), c-betűs aranybagolylepke (Lamprotes c-aureum), kéköves bagolylepke (Catocala fraxini), a keményfa-ligeterdőkre a magyar tölgymakkmoly (Pammene querceti), a szilfa púposszövő (Dicranura ulmi), sőt a teljesen száraz területek képviselői is megtalálhatók: díszes medvelepke (Arctia festiva), fehérsávos földibagoly (Euxoa hastifera).
A madárfajok száma 230-ra tehető, közülük a Duna ágrendszerében járva először a gémfélék tűnnek fel. A nagyobb telepeken szürke gémek (Ardea cinerea) és bakcsók (Nycticorax nycticorax) költenek. A fokozottan védett fajok közül jellegzetesebb fészkelők a nagy kócsag (Egretta alba), barna kánya (Milvus migrans), hamvas rétihéja (Circus pigargus), fekete gólya (Ciconia nigra) és cigányréce (Aythya nyroca). A rétisas (Haliaetus albicilla) és a halászsas (Pandion haliaetus) is rendszeres vendég a területen.
A védett emlősállatok közül jellegzetesek a nyuszt (Martes martes), a vidra (Lutra lutra) és az északi pocok (Microtus oeconomus).
1991 óta természetes úton megtelepedett a száz éve kihalt hód (Castor fiber) is, Magyarországon először. Azóta úgy elszaporodtak, hogy a bővizűbb ágrendszerekben sokfelé megtalálhatók.

### Flóra

#### Láperdők
A Szigetközben megtalálható mindháromféle láperdő.
A szukcesszió első társulása a dárdás nádtippanos fűzláp (Calamagrostio-Salicetum cinereae), amit a feltöltődő részeken mocsári páfrányos égerláp (Thelypteridi-Alnetum) vált fel. A teljesen feltöltött szakaszon a mocsári sásos égerláp (Carici acutiformis-Alnetum) jelenik meg. Innen a szukcesszió a keményfaligetek felé vezet: a mocsári sásos égerlápból kialakul az égerfaliget (Paridi quadrifoliac-Alnetum), amit a további szárazodással szil–kőris–tölgy ligeterdő (Scillo vindobonensis-Ulmetum) vált fel. 
Pl:Hédervár – "Vadaskert", Máriakálnok-Arak – "Malomszer", Mosonmagyaróvár – "Parti-erdő"

#### Mocsárrétek
A botanikailag legértékesebb mocsárrét (Alopecuretum pratense) a Felső-Szigetközben már csak egy helyen található meg, az Alsó-Szigetközben, elsősorban Lipót községtől délre, a Duna árvédelmi töltése mentén azonban még jelentős területeket borít gyep – ezek nagyobb része sajnos, nem védett. A szárazabb években egyre újabb és újabb területeket törnek fel.
A gyepeken sok védett növény- és állatfaj él, mint például: 
- keskenylevelű gyapjúsás (Eriophorum angustifolium),
- mocsári kosbor (Orchis palustris),
- mocsári nőszőfű (Epipactis palustris),
- szibériai nőszirom (Iris sibirica),
- kornistárnics (Gentiana pneumonanthe).

#### Ligeterdők
A Szigetközi TK-ben megtalálható mindhárom ligeterdő társulás:
- bokorfüzes (Salicetum triandrae, Salicetum purpureae),
- puhafaliget (Salicetum albae-fragilis),
- keményfaliget (Fraxino pannonicae-Ulmetum).

Sajnos, a keményfa ligeterdő (Querco-Ulmetum) jelenlegi tudományos nevét adó Fraxinus angustifolia ssp. pannonicának alig néhány példánya él a területen; helyette magas kőris (Fraxinus excelsior) nő. Természetes, illetve természetközeli erdőtársulás még a gyertyános-kocsányos tölgyes (Querco robori-Carpinetum) és az égeres láperdő (Thelyptheridi-Alnetum).
A bokorfüzesekben és a fűz-nyár ligeterdőkben kiválóan termeszthető a gyorsan növő nemes nyár, aminek állománya országosan is drasztikusan csökken.
Az egykoron az ország ötödét borító tölgy–kőris–szil ligeterdők mára annak 1%-ára szorultak vissza. Szinte teljesen eltűntek a gyertyános–kocsányos tölgyesek, és országszerte nagyon ritkák az égerlápok is.

## Talajai
A Szigetköz talajai elég homogének, leginkább öntéstalajokat találhatunk itt, zonális talaj nem alakult ki a területén. A talajfejlődésre két tényező volt hatással: a terület sztyepp klímája és a holocén alapkőzet. A réti típusú csernozjom talaj az újholocén során települt meg a medrekben és ártéri üledékekben.
A szigetközi talajtípusok szerinti talajjegyzéke:
| Fő talajtípus      | Talajtípus            | Altípus                                   | Terület (ha) | %      |
| ------------------ | --------------------- | ----------------------------------------- | ------------ | ------ |
| váztalajok         | Humuszos homoktalajok | Karbonátos humuszos homoktalaj            | 12,4         | 0,056  |
|                    |                       | Nem karbonátos humusztalajok              | 32,5         | 0,147  |
| csernozjom talajok | Réti csernozjom       | Karbonátos réti csernozjom                | 273,9        | 1,239  |
|                    | Teraszcsernozjom      | Karbonátos teraszcsernozjom               | 5256,3       | 23,793 |
|                    |                       | Nem karbonátos teraszcsernozjom           | 806,6        | 3,651  |
| réti talajok       | Réti talaj            | Karbonátos réti talaj                     | 1549,4       | 7,014  |
|                    | Öntés réti talaj      | Karbonátos öntés réti talaj               | 2111,1       | 9,556  |
|                    | Lápos réti talaj      | Karbonátos lápos réti talaj               | 49,4         | 0,223  |
|                    | Csernozjom réti talaj | Karbonátos csernozjom réti talaj          | 830,0        | 3,575  |
| üledékes talajok   | Nyers öntéstalajok    | Karbonátos nyers öntéstalaj               | 4034,8       | 18,264 |
|                    |                       | Nem karbonátos nyers öntés talaj          | 633,6        | 2,868  |
|                    | Humuszos öntéstalajok | Karbonátos humuszos öntés talaj           | 5511,2       | 24,948 |
|                    |                       | Nem karbonátos humuszos öntés talaj       | 188,8        | 0,855  |
|                    |                       | Karbonátos többrétegű humuszos öntéstalaj | 796,8        | 3,606  |
|                    | Lejtőhordalék         | Deluviális és alluviális vegyes üledékek  | 3,8          | 0,017  |

## Társadalomföldrajz

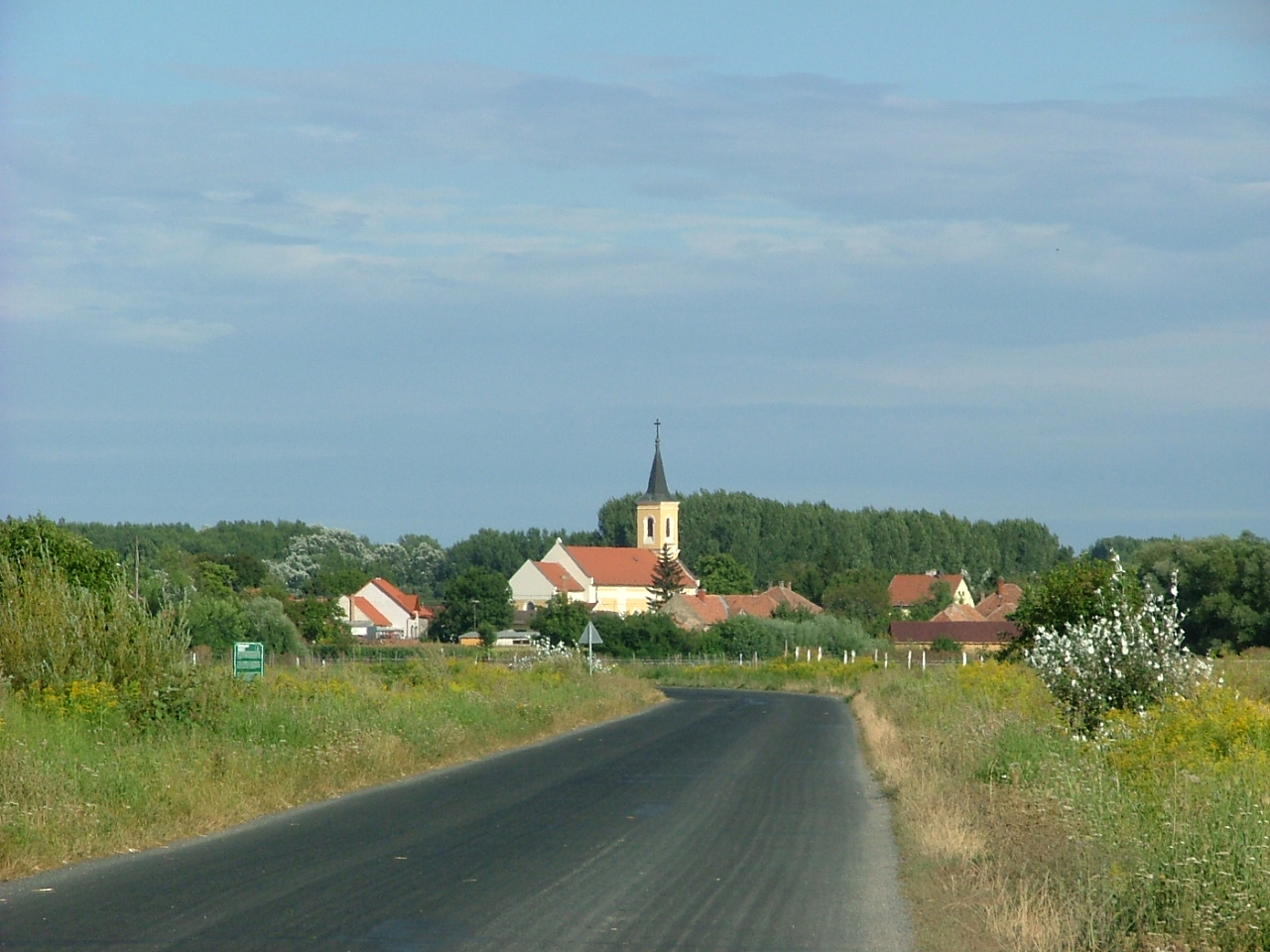
Alsó szigetközi falu: Nagybajcs

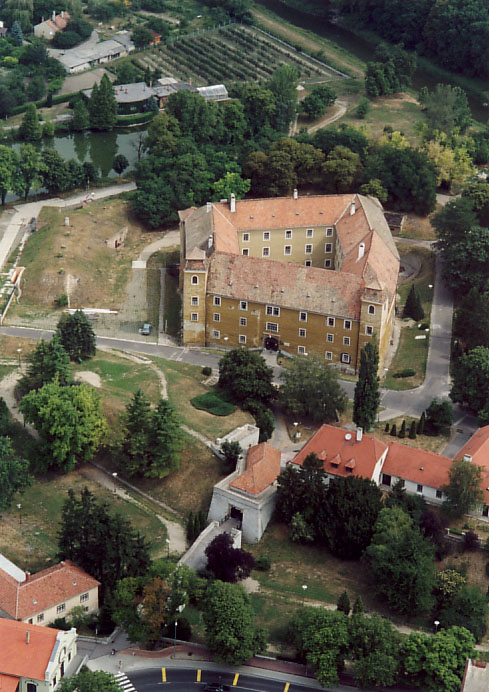
Légifotó Mosonmagyaróvár váráról

### Lakói
Az ember korán letelepedett a vízben, vadban gazdag területen, amely a megélhetés melletti védelmet is nyújtotta számára. Kialakultak a tájhoz és az élővilághoz kapcsolódó ősi mesterségek is. A környezet nemcsak a mesterségeket, hanem az építkezési módokat is meghatározta. Továbbá tükröződött a mondákban, mesékben, népdalokban, egyszóval a szellemi kultúrában is.
A gyakori áradások, a mederváltoztatások, a partszaggatás állandó veszedelmet jelentettek. A partvédő vesszőfonások, és kőhányások, a településeket védő töltések csökkentették az árvizek pusztításait, de a nagy áradások ellen nem nyújtottak biztonságot.
A nagy folyó a 19. század végén szenvedte el az igazán súlyos vereséget. Az 1886 és 1896 között elvégzett folyamszabályozás kőhányásokkal biztosított partú főmedret alakítottak ki. A vízfolyásra merőleges lerakott kőgátakkal, a zárásokkal akadályozták a víz folyását, így minél több víz visszatartásával biztosították a hajózást. A megépült töltéseken kívüli mellékágakból holtágak lettek, melyek nagy része napjainkra feltöltődött.  Kialakult az áradásoktól védett ún. mentett oldal, ahol megtalálhatók a síkvidékekre jellemző mezőgazdasági kultúrák. Az őstáj csak néhány helyen, a hullámtéren,  a keményfaligetekben, a mocsarak és a holtágak területén, a nedves réteken maradt fenn.

### Kihalt mesterségek
A víz teremtette területen letelepedett ember életét mindig a Duna határozta meg. Az egykor kenyeret adó foglalkozások, a jellegzetes épületek lassan eltűntek, ma már sok esetben csak a nyomaik maradtak meg. A legrégebbi foglalkozás a halászat volt. Mindenki fogott halat, hiszen a lábaiknál volt a víz. A régi halászszerszámokat ma már alig vagy nem használják. A tápli, varsa helyett kerítőhálókkal és rekesztőhálókkal, a vadorzók villamos árammal dolgoznak. A régi pásztorkodást sem űzik, megszűnt az úszva legeltetés. A nedves réteken egész évben dús füvet eszik a csorda. A természet által adott nádat, fűzfavesszőt, fát sok mindenre felhasználták. Ezekből készültek a házak, szerszámok, bútorok, ladikok, kompok. Fűzfonással védték a vízmosta partokat. Ma már kevesen tudnak kukoricafosztásból szatyrot, lábtörlőt készíteni. Alig vannak már teknővájók, akik szép formájú teknőket, melencéket faragnak. Az erdőművelés és fakitermelés nagyot változott. A gépesített termelés megszüntette az erdei munka romantikáját. Régen a ladik és a komp fontos közlekedési eszköz volt. Mára az a különbség, hogy nem emberi erővel, hanem motorcsónakból mozgatják. Három ősfoglalkozás: a hajóvontatás, az aranymosás és a molnárság teljesen megszűnt. Az utolsó aranyász 1944-ben halt meg, az utolsó vízimalmot is ekkor gyújtották fel a visszavonuló német csapatok.

### Települései
- Felső Szigetköz: Dunakiliti, Dunasziget, Feketeerdő, Halászi, Kisbodak, Püski, Máriakálnok, Kimle, Dunaremete, Darnózseli, Lipót, Hédervár,Ásványráró
- Alsó Szigetköz: Dunaszentpál, Dunaszeg, Győrladamér, Győrzámoly, Győrújfalu, Győr, Vámosszabadi, Nagybajcs, Kisbajcs, Vének